# Алиева, Маляк Аслановна
Маляк Аслановна Алиева (род. 8 марта 1995 года, Ершов) — российский игрок в настольный теннис. Серебряный и бронзовый призёр летних Паралимпийских игр 2020. Чемпионка Европы и России 2019. Заслуженный мастер спорта России (2021).

## Биография
Начала спортивную карьеру в 2007 году в Ершовском отделении ДЮСАШ «РиФ» у тренера-преподавателя Алексея Васильевича Мухортова.
В 2014 году поступила в Саратовский комплекс-интернат профессионального обучения для инвалидов и лиц с ОВЗ, после чего начала тренироваться в Саратовском отделении ДЮСАШ «РиФ» у тренера-преподавателя Николая Николаевича Кирпичникова.
Многократный призёр чемпионатов России. С 2018 года — член Паралимпийской сборной России. В 2019 году стала чемпионкой Европы (класс 6) и России.
В 2020 году ей было присвоено звание «Мастер спорта России международного класса» по настольному теннису (спорт лиц с поражением опорно-двигательного аппарата).
В 2021 году вошла в состав сборной команды России для участия в Паралимпийских играх в Токио. В финале соревнований завоевала серебряную медаль в одиночном разряде в классе 6 и бронзовую медаль в парном разряде в классах 6-8.
В 2021 году получила звание «Заслуженный мастер спорта России».